# Museu de la romanització
El Museu de la romanització (en castellà, Museo de la romanización) es un museu d'història i arqueologia que es troba a Calahorra, La Rioja. Es una secció del Museu de la Rioja.

## Història
Els seus antecedents es troben en Museu Municipal de Calahorra, que l'any 1984 es va instal·lar en l'edifici actual, després d'haver estat adquirit per la Comunitat Autònoma de La Rioja i cedit a l'Ajuntament de la Ciutat. L'any 2009 el museu municipal esdevingué secció del Museu de la Rioja i passà a denominar-se museu de la romanització. Aleshores, els seus fons es van ampliar amb objectes procedents d'intervencions arqueològiques dutes a terme a tota la comunitat autònoma.

## Edifici
El Museu té la seva seu al nucli antic de Calahorra, a l'anomenada "Casa del milionari", perquè va ser la casa que es va fer construir l'Industrial xocolater Angel Oliván (1878-1949) amb els diners d'un tercer premi de la loteria que li va tocar l'any 1932. Es diu que l'ascensor va ser el primer que es va instal·lar a La Rioja. Angel Oliván destaca com a mecenes de diverses obres a la ciutat de Calahorra, per exemple unes escoles que porten el seu nom.
La casa ha estat remodelada per acollir el museu, però conserva els elements més significatius de l'interior.

## Contingut
El museu explica el procés de romanització de Calahorra i La Rioja en general, basant-se en testimonis aportats per les intervencions arqueològiques dutes a terme a Calahorra (Calagurris) i La Rioja. La seva museografia té una orientació marcadament didàctica.
El discurs s'estructura en cinc àmbits .El primer està dedicat a la cultura celtibèrica. El segon fa referència a la conquesta d'Hispania i els inicis de la romanització. El tercer presenta testimonis de la vida privada en època romana, El quart parla de les activitats econòmiques i productives (Negotium) mentre que el cinquè i últim es centra en l'Otium (religió, culte i jocs).
La peça més destacada és probablement un cap de dona fet de marbre blanc, anomenat la "Dama de Calahorra". Procedeix del jaciment "La clinica" d'aquesta ciutat i data del s. II. També s'hi poden trobar fragments de mosaics i de pintura mural, així com nombroses peces de ceràmica romana entre les quals es poden esmentar les que procedeixen de l'obrador ceràmic de "la Maja" o bé les produccions de Caius Valerius Verdullus, decorades amb escenes eròtiques o circenses